# Suchy Wierch Tomanowy
Suchy Wierch Tomanowy (słow. Suchý vrch) – podrzędny szczyt o wysokości 1860 m n.p.m. w grani głównej Tatr Zachodnich, znajdujący się pomiędzy Tomanowym Wierchem Polskim a Tomanową Przełęczą. Przez grań tę, mającą w tym miejscu przebieg mniej więcej w linii południe-północ, biegnie granica polsko-słowacka. Po słowackiej stronie stoki Suchego Wierchu opadają do Doliny Tomanowej Liptowskiej, a po polskiej stronie grzbietem do Doliny Tomanowej (górna część Doliny Kościeliskiej). Po zachodniej stronie tego grzbietu znajduje się kocioł polodowcowy – Dolina Sucha Tomanowa, po wschodniej – Kamienisty Żleb, częścią którego prowadził dawniej czerwony szlak turystyczny od Doliny Tomanowej na Tomanową Przełęcz.
Stoki góry mają charakter kamienisty – pokryte są gołoborzem, zarastającym kosówką. Nie jest udostępniona turystycznie.

## Przypisy

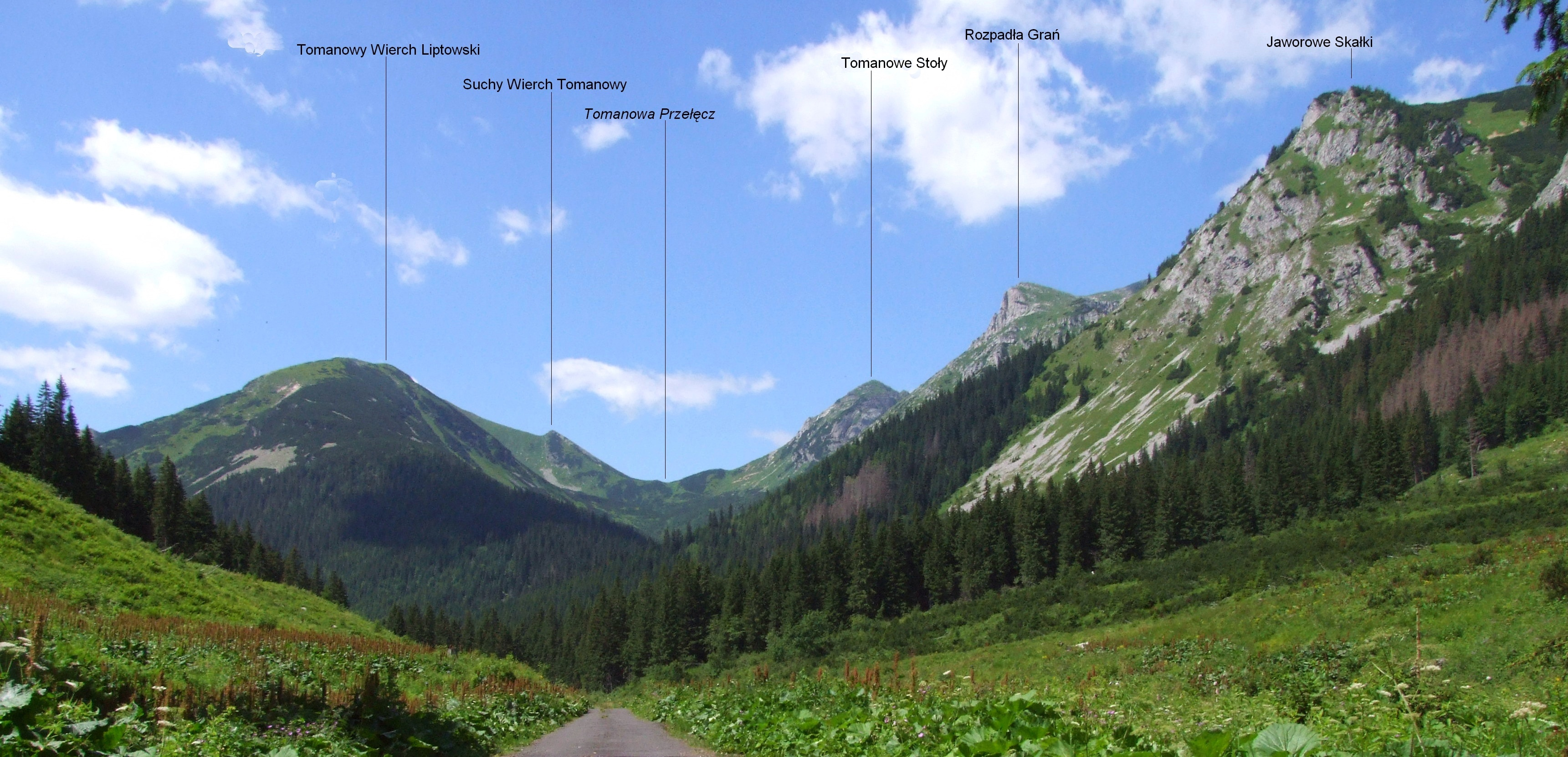
Widok z Doliny Cichej